# Pleurogonium angustum
Pleurogonium angustum är en kräftdjursart som beskrevs av Oleg Grigor'evich Kussakin1972. Pleurogonium angustum ingår i släktet Pleurogonium och familjen Paramunnidae. Inga underarter finns listade i Catalogue of Life.